# Río Pará (Minas Gerais)
El Río Pará es un curso de agua que baña al estado de Minas Gerais en Brasil.
Nace en la sierra de las Vertentes, en el municipio de Resende Costa. Su extensión es de, aproximadamente, 365 kilómetros. 
El río corta también los municipios de Passa Tempo, Piracema, Carmópolis de Minas, Itaguara, Cláudio, Carmo do Cajuru, Divinópolis, São Gonçalo do Pará, Conceição do Pará, Pitangui e Martinho Campos. 

## Afluentes
Cuenta con 535 afluentes directos. De estos los siguientes cuatro son los principales:
- Río Itapecerica
- Río San Juan
- Río Lambari
- Río del Pez